# Prosper Piette de Rivage

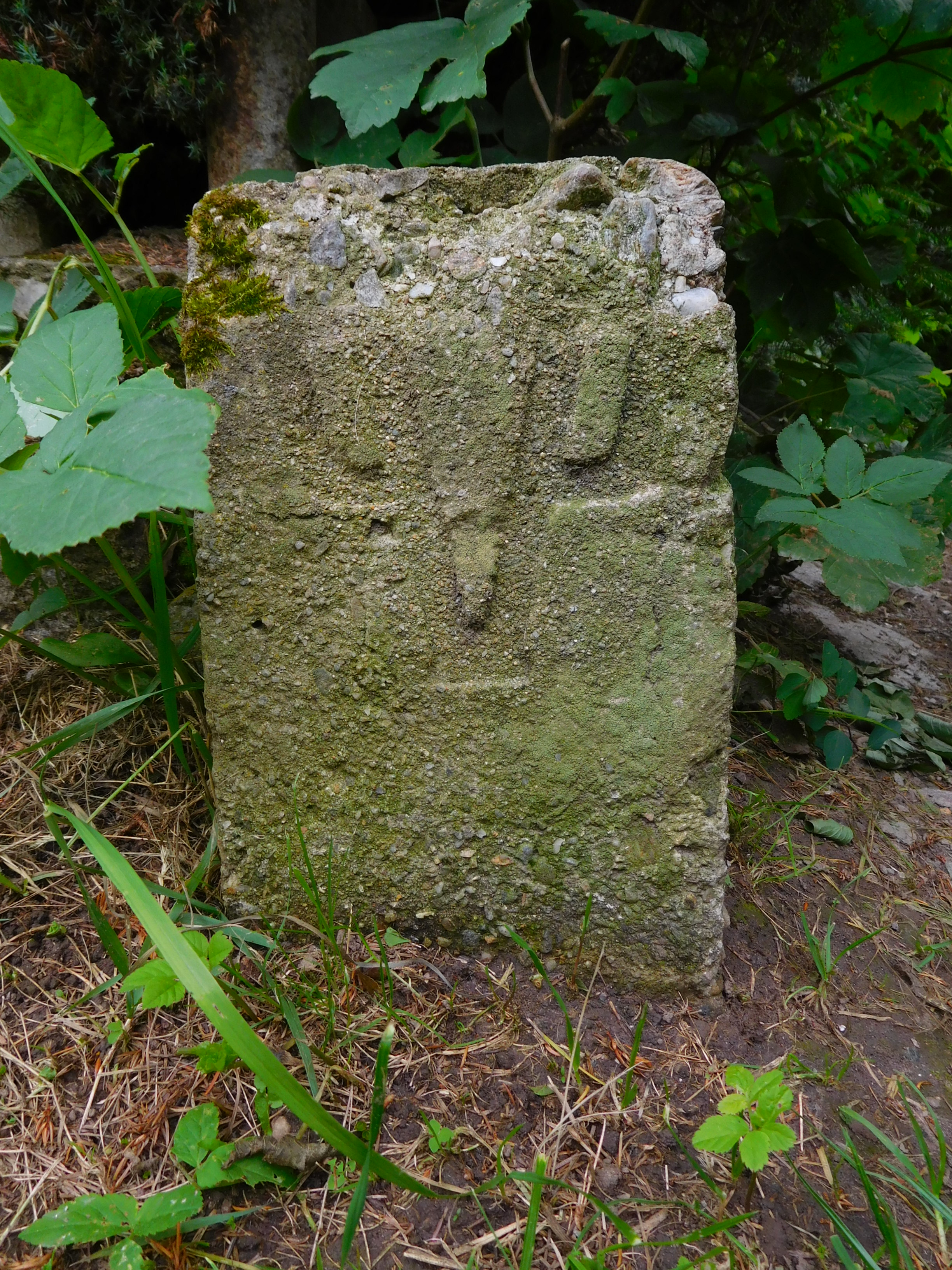
Mezník s iniciálami PP označující hranice Pietteho pozemků ve Svobodě nad Úpou

Eduard Maria Prosper Piette–Rivage (30. listopadu 1846 – 1. března 1928) (někdy uváděno také Piette von Rivage nebo Piette de Rivage) byl významný podnikatel a mecenáš působící ve Svobodě nad Úpou, za zásluhy o rozvoj turistiky a lyžování nazývaný „Otec Krkonoš".
Byl synem zakladatele zdejší papírny, Prospera Pietteho staršího, který pocházel ze Štrasburku a papírnu v Dolním Maršově koupil v roce 1866. Prosper Piette mladší ji pak během šedesáti let svého působení proměnil v jeden z nejvýznamnějších papírenských podniků v Rakousku-Uhersku a později Československu. Firma Piette byla prvním producentem cigaretového papíru v monarchii.
Prosper překvapil technický svět svým vynálezem z roku 1874. Uvedl ve své továrně do provozu stroj k barvení papíru dle požadavků odběratelů. Během několika let se z tohoto vynálezu stal v celém světě nový samostatný obor, známý jako barevné a natírané papíry.
Jako podnikatel byl známý sociálním cítěním a péčí o zaměstnance a jejich děti. Ve své firmě zavedl nemocenskou pokladnu, pokladnu pro případ nehody, invalidní, penzijní, spořitelní a záložní pokladnu. Nechal také stavět obytné domy pro své zaměstnance, pro děti zaměstnaných matek zřídil jesle a školku a v roce 1880 otevřel soukromou obecnou školu. U budov papírny i veřejných budov obce, které z velké části financoval, prosadil kvalitní architekturu a jednotný styl.
Byl spoluzakladatelem a dlouholetým pokladníkem Krkonošského spolku a významně přispěl k rozvoji turistiky ve východních Krkonoších, svou finanční podporou i věnováním vlastního papíru umožnil vydávání časopisu „Krkonoše slovem i obrazem" a mnoha turistických map Krkonoš. Významně přispěl do sbírek tehdy vznikajícího Krkonošského muzea ve Vrchlabí i k činnosti mnoha dalších společenských a zájmových organizací. Když byla na hřebeni Rýchor postavena Maxova bouda, podílel se na vybudování cesty od své papírny až na Rýchory. Cesta byla slavnostně otevřena v roce 1899 a pojmenována Rosa Weg (Růženina cesta) na památku Pietteho manželky.
Dne 30. 11. 1898 byli Prosper Piette a jeho bratři Gabriel Ludwig a Julius Stephan povýšeni císařem Františkem Josefem I. do šlechtického stavu s přídomkem „von Rivage“.
Z praktického řízení společnosti odstoupil v roce 1918 a na jeho místo nastoupil jeho syn Ludwig Piette.
Prosper Piette také zaštítil stavbu kostela sv. Josefa v Dolním Maršově, který byl zbudován v letech 1927–28.
Prosperovi Piette byla věnována výstava v Městském muzeu v Žacléři v roce 2010. Rovněž je po něm pojmenována naučná stezka "Via Piette" ve Svobodě nad Úpou a Janských Lázních.